# Міністр юстиції Франції

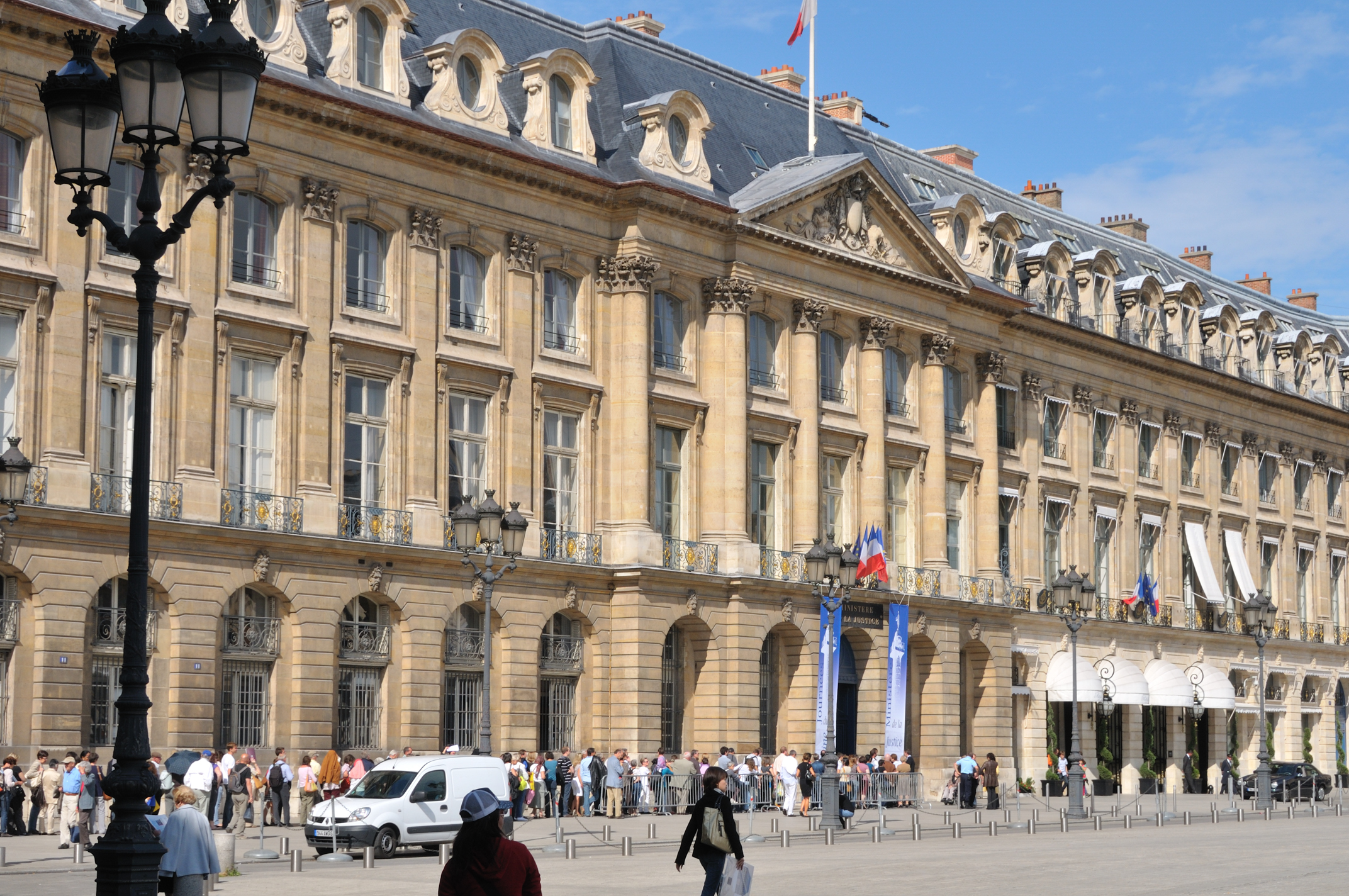
Будівля міністерства юстиції Франції на Вандомській площі в Парижі

Міністр юстиції Франції (фр. Ministre de la Justice) — міністерський пост в уряді Франції, який очолює міністерство юстиції Франції та одночасно є хранителем печатки (фр. Garde де Sceaux). Штаб-квартира міністерства розташована в Парижі, на Вандомській площі.

## Функції та повноваження міністра
До функцій міністра належать:
- контроль за створенням, обслуговуванням та адмініструванням суден;
- участь як віцеголови судової ради (який контролює судові виконання й консультує з прокурорських виконань);
- нагляд за прокуратурою;
- прямі поправки та пенітенціарна система;
- внесення законодавчих актів, що стосуються цивільного чи кримінального законодавства або процедури.

Міністр юстиції також обіймає церемоніальну посаду Хранителя печатки та є Хранителем Великої державної печатки Франції.
Теперішній міністр юстиції — Ерік Дюпон-Моретті (з 6 липня 2020 року).

## Список міністрів юстиції Франції

### Конституційна монархія(1790—1792)
| Міністр                            | Початок терміну   | Завершення терміну |
| ---------------------------------- | ----------------- | ------------------ |
| Маргрет-Луїс-Франсуа Дюпор-Дютерре | 21 листопада 1790 | 23 березня 1792    |
| Жан Марі Ролан де Ла Платьєр       | 23 березня 1792   | 14 квітня 1792     |
| Антуан Дюрантон                    | 14 квітня 1792    | 4 липня 1792       |
| Етьєн Луїс Ектор Дежолі            | 4 липня 1792      | 10 серпня 1792     |

### Перша республіка(1792—1804)
| Міністр                                 | Початок терміну  | Завершення терміну |
| --------------------------------------- | ---------------- | ------------------ |
| Жорж Жак Дантон                         | 10 серпня 1792   | 9 жовтня 1792      |
| Домінік Жозеф Гара                      | 23 жовтня 1792   | 20 березня 1793    |
| Луї-Жером Гойє                          | 20 березня 1793  | 20 квітня 1794     |
| вакант                                  | 20 квітня 1794   | 3 листопада 1795   |
| Філіп Антуан Мерлен із Дуе              | 3 листопада 1795 | 5 січня 1796       |
| Шарль Франсуа Жан Жозеф Віктор Дженіссу | 5 січня 1796     | 4 квітня 1796      |
| Філіп Антуан Мерлен із Дуе              | 4 квітня 1796    | 24 вересня 1797    |
| Шарль Жозеф Матьє Ламбрехтс             | 24 вересня 1797  | 20 липня 1799      |
| Жан-Жак-Режі де Камбасерес              | 20 липня 1799    | 25 грудня 1799     |
| Андре Жозеф Абріал                      | 25 грудня 1799   | 14 вересня 1802    |

### Перша імперія (1804—1814)
| Міністр             | Початок терміну   | Завершення терміну |
| ------------------- | ----------------- | ------------------ |
| Клод Реньє          | 14 вересня 1802   | 20 листопада 1813  |
| граф Луї-Матьє Моле | 20 листопада 1813 | 1 квітня 1814      |

### Перша реставраціяБурбонів(1814—1815)
| Міністр          | Початок терміну | Завершення терміну |
| ---------------- | --------------- | ------------------ |
| П'єр Поль Анріон | 3 квітня 1814   | 13 травня 1814     |
| Шарль Дамбре     | 13 травня 1814  | 20 березня 1815    |

### Сто днів
| Міністр                    | Початок терміну | Завершення терміну |
| -------------------------- | --------------- | ------------------ |
| Жан-Жак-Режі де Камбасерес | 20 березня 1815 | 22 червня 1815     |

### Друга реставрація Бурбонів (1815—1830)
| Міністр                               | Початок терміну | Завершення терміну |
| ------------------------------------- | --------------- | ------------------ |
| Антуан Жак Клод Жозеф Буле де ла Мерт | 22 червня 1815  | 7 липня 1815       |
| Етьєнн Дені, барон Паск'є             | 9 липня 1815    | 26 вересня 1815    |
| Франсуа Барбе-Марбуа                  | 26 вересня 1815 | 7 травня 1816      |
| Шарль Дамбре                          | 7 травня 1816   | 19 січня 1817      |
| Етьєнн Дені, барон Паск'є             | 19 січня 1817   | 29 грудня 1818     |
| П'єр Франсуа Еркуль де Серре          | 29 грудня 1818  | 14 грудня 1821     |
| Шарль Ігнац де Пейроннет              | 14 грудня 1821  | 4 січня 1828       |
| Жозеф-Марі, граф Порталіс             | 4 січня 1828    | 14 травня 1829     |
| П'єр Альпіньєн Бертран Бордо          | 14 травня 1829  | 8 серпня 1829      |
| Жан Жозеф Антуан де Курвосьє          | 8 серпня 1829   | 19 травня 1830     |
| Жан де Шантелезе                      | 19 травня 1830  | 31 липня 1830      |

### Липнева монархія (1830—1848)
| Міністр                    | Початок терміну | Завершення терміну |
| -------------------------- | --------------- | ------------------ |
| Жак-Шарль Дюпон де л'Ер    | 31 липня 1830   | 27 грудня 1830     |
| Жозеф Мерілью              | 27 грудня 1830  | 13 березня 1831    |
| Фелікс Барт                | 13 березня 1831 | 4 квітня 1834      |
| Жан Персіл                 | 4 квітня 1834   | 22 лютого 1836     |
| Поль Саузе                 | 22 лютого 1836  | 6 вересня 1836     |
| Жан Персіл                 | 6 вересня 1836  | 15 квітня 1837     |
| Фелікс Барт                | 15 квітня 1837  | 31 березня 1839    |
| Луїс Гаспар Амедей де л'Ен | 31 березня 1839 | 12 травня 1839     |
| Жан-Батіст Тесте           | 12 травня 1839  | 1 березня 1840     |
| Александр Франсуа Вів'єн   | 1 березня 1840  | 29 жовтня 1840     |
| Ніколя Мартін ду Норд      | 29 жовтня 1840  | 12 березня 1847    |
| Мішель П'єр Алексіс Геберт | 14 березня 1847 | 24 лютого 1848     |

### Друга республіка(1848—1852)
| Міністр         | Початок терміну  | Завершення терміну |
| --------------- | ---------------- | ------------------ |
| Адольф Крем'є   | 24 лютого 1848   | 7 червня 1848      |
| Ежен Бетмон     | 7 червня 1848    | 17 липня 1848      |
| Александре Марі | 17 липня 1848    | 20 грудня 1848     |
| Оділон Барро    | 20 грудня 1848   | 31 жовтня 1849     |
| Ежен Руер       | 31 жовтня 1849   | 24 січня 1851      |
| Поль де Роєр    | 24 січня 1849    | 10 квітня 1851     |
| Ежен Руер       | 10 квітня 1851   | 26 жовтня 1851     |
| Жозеф Корбін    | 26 жовтня 1851   | 1 листопада 1851   |
| Альфред Дав'є   | 1 листопада 1851 | 3 грудня 1851      |

### Друга імперія (1852—1870)
| Міністр              | Початок терміну   | Завершення терміну |
| -------------------- | ----------------- | ------------------ |
| Ежен Руер            | 3 грудня 1851     | 22 січня 1852      |
| Жак Абатуччі         | 22 січня 1852     | 11 листопада 1857  |
| Поль де Роєр         | 11 листопада 1857 | 5 травня 1859      |
| Клод Альфонс Деланьє | 5 травня 1859     | 23 червня 1863     |
| Жуль Барош           | 23 червня 1863    | 17 липня 1869      |
| Жан-Батіст Дювер'є   | 17 липня 1869     | 2 січня 1870       |
| Еміль Олів'є         | 2 січня 1870      | 10 серпня 1870     |
| Мішель Гранперре     | 10 серпня 1870    | 4 вересня 1870     |

### Третя республіка(1870—1940)
| Міністр                    | Початок терміну   | Завершення терміну |
| -------------------------- | ----------------- | ------------------ |
| Адольф Крем'є              | 4 вересня 1870    | 19 лютого 1871     |
| Жуль Дюфор                 | 19 лютого 1871    | 25 травня 1873     |
| Жан Ернуа                  | 25 травня 1873    | 26 листопада 1873  |
| Октав Депейр               | 26 листопада 1873 | 22 травня 1874     |
| Адрієн Таїланд             | 22 травня 1874    | 10 березня 1875    |
| Жуль Дюфор                 | 10 березня 1875   | 12 грудня 1876     |
| Луї Мартель                | 12 грудня 1876    | 17 травня 1877     |
| герцог Альбер де Брольї    | 17 травня 1877    | 23 листопада 1877  |
| Франсуа ле Пеллетьє        | 23 листопада 1877 | 13 грудня 1877     |
| Жуль Дюфор                 | 13 грудня 1877    | 4 лютого 1879      |
| Філіп ле Роєр              | 4 лютого 1879     | 28 грудня 1879     |
| Жуль Казо                  | 28 грудня 1879    | 30 січня 1882      |
| Густав Умбер               | 30 січня 1882     | 7 серпня 1882      |
| Поль Дев'є                 | 7 серпня 1882     | 21 лютого 1883     |
| Фелікс Мартін-Ф'юлі        | 21 лютого 1883    | 6 квітня 1885      |
| Анрі Бріссон               | 6 квітня 1885     | 7 січня 1886       |
| Шарль Демолє               | 7 січня 1886      | 11 грудня 1886     |
| Фердінанд Саррьєн          | 11 грудня 1886    | 30 травня 1887     |
| Шарль Мазо                 | 30 травня 1887    | 30 листопада 1887  |
| Арман Фальєр               | 30 листопада 1887 | 3 квітня 1888      |
| Жан-Батіст Феррула         | 3 квітня 1888     | 5 лютого 1889      |
| Едмон Гуй-Дессейн          | 5 лютого 1889     | 22 лютого 1889     |
| Франсуа Тевене             | 22 лютого 1889    | 17 березня 1890    |
| Арман Фальєр               | 17 березня 1890   | 27 лютого 1892     |
| Луї Рішар                  | 27 лютого 1892    | 6 грудня 1892      |
| Леон Буржуа                | 6 грудня 1892     | 12 березня 1893    |
| Жуль Девелль               | 12 березня 1893   | 13 березня 1893    |
| Леон Буржуа                | 13 березня 1893   | 4 квітня 1893      |
| Ежен Гуерін                | 4 квітня 1893     | 3 грудня 1893      |
| Антонін Дюбост             | 3 грудня 1893     | 30 травня 1894     |
| Ежен Гуерін                | 30 травня 1894    | 26 січня 1895      |
| Людовік Траруа             | 26 січня 1895     | 1 листопада 1895   |
| Луї Рішар                  | 1 листопада 1895  | 29 квітня 1896     |
| Жан-Батіст Дарлан          | 29 квітня 1896    | 2 грудня 1897      |
| Віктор Мілліар             | 2 грудня 1897     | 28 червня 1898     |
| Фердинанд Сарр'єн          | 28 червня 1898    | 1 листопада 1898   |
| Жорж Лебре                 | 1 листопада 1898  | 22 червня 1899     |
| Ернест Моніс               | 22 червня 1899    | 7 червня 1902      |
| Ернест Валль               | 7 червня 1902     | 24 січня 1905      |
| Жозеф Шом'є                | 24 січня 1905     | 14 березня 1906    |
| Фердинанд Сарр'єн          | 14 березня 1906   | 25 жовтня 1906     |
| Едмон Гуй-Дессейн          | 25 жовтня 1906    | 31 грудня 1907     |
| Аристид Бріан              | 4 січня 1908      | 24 липня 1909      |
| Луї Барту                  | 24 липня 1909     | 3 листопада 1910   |
| Теодор Жирар               | 3 листопада 1910  | 2 березня 1911     |
| Антуан Перр'є              | 2 березня 1911    | 27 червня 1911     |
| Жан Круппі                 | 27 червня 1911    | 14 січня 1912      |
| Аристид Бріан              | 14 січня 1912     | 21 січня 1913      |
| Луї Барту                  | 21 січня 1913     | 22 березня 1913    |
| Антоні Ратьє               | 22 березня 1913   | 9 грудня 1913      |
| Жан-Батіст Буенвеню-Мартін | 9 грудня 1913     | 9 червня 1914      |
| Александр Рібо             | 9 червня 1914     | 13 червня 1914     |
| Жан-Батіст Буенвеню-Мартін | 13 червня 1914    | 26 серпня 1914     |
| Аристид Бріан              | 26 серпня 1914    | 29 жовтня 1915     |
| Рене Вівіані               | 29 жовтня 1915    | 12 вересня 1917    |
| Рауль Пере                 | 12 вересня 1917   | 16 листопада 1917  |
| Луї Наїль                  | 16 листопада 1917 | 20 січня 1920      |
| Густав л'Опіту             | 20 січня 1920     | 16 січня 1921      |
| Лоран Бонневей             | 16 січня 1921     | 15 січня 1922      |
| Луї Барту                  | 15 січня 1922     | 5 жовтня 1922      |
| Моріс Кольрат              | 5 жовтня 1922     | 29 березня 1924    |
| Едмон Лефевр дю Прей       | 29 березня 1924   | 9 червня 1924      |
| Антоні Ратьє               | 9 червня 1924     | 14 червня 1924     |
| Рене Рено                  | 14 червня 1924    | 17 квітня 1925     |
| Теодор Стег                | 17 квітня 1925    | 11 жовтня 1925     |
| Анатоль де Монзі           | 11 жовтня 1925    | 29 жовтня 1925     |
| Каміль Шотан               | 29 жовтня 1925    | 28 листопада 1925  |
| Рене Рено                  | 28 листопада 1925 | 9 березня 1926     |
| П'єр Лаваль                | 9 березня 1926    | 19 липня 1926      |
| Моріс Кольрат              | 19 липня 1926     | 23 липня 1926      |
| Луї Барту                  | 23 липня 1926     | 3 листопада 1929   |
| Люсьєн Юбер                | 3 листопада 1929  | 21 лютого 1930     |
| Теодор Стег                | 21 лютого 1930    | 2 березня 1930     |
| Рауль Пере                 | 2 березня 1930    | 17 листопада 1930  |
| Анрі Шерон                 | 17 листопада 1930 | 27 січня 1931      |
| Леон Берар                 | 27 січня 1931     | 20 лютого 1932     |
| Поль Рейно                 | 20 лютого 1932    | 3 червня 1932      |
| Рене Рено                  | 3 червня 1932     | 18 грудня 1932     |
| Абель Гарді                | 18 грудня 1932    | 31 січня 1933      |
| Ежен Пенансьє              | 31 січня 1933     | 26 жовтня 1933     |
| Альбер Дальм'є             | 26 жовтня 1933    | 26 листопада 1933  |
| Ежен Рейнальді             | 26 листопада 1933 | 27 січня 1934      |
| Ежен Пенансьє              | 27 січня 1934     | 9 лютого 1934      |
| Анрі Шерон                 | 9 лютого 1934     | 15 жовтня 1934     |
| Анрі Лемері                | 15 жовтня 1934    | 8 листопада 1934   |
| Жоржес Перно               | 8 листопада 1934  | 7 червня 1935      |
| Леон Берар                 | 7 червня 1935     | 4 червня 1936      |
| Марк Рукар                 | 4 червня 1936     | 22 червня 1937     |
| Венсан Оріоль              | 22 червня 1937    | 18 січня 1938      |
| Сезар Кампінчі             | 18 січня 1938     | 13 березня 1938    |
| Марк Рукар                 | 13 березня 1938   | 10 квітня 1938     |
| Поль Рейно                 | 10 квітня 1938    | 1 листопада 1938   |
| Поль Маршандо              | 1 листопада 1938  | 13 вересня 1939    |
| Жорж Бонне                 | 13 вересня 1939   | 21 березня 1940    |
| Альбер Сероль              | 21 березня 1940   | 16 червня 1940     |
| Шарль Фремікур             | 16 червня 1940    | 12 липня 1940      |

### Режим Віші (1940—1944)
| Міністр         | Початок терміну | Завершення терміну |
| --------------- | --------------- | ------------------ |
| Рафаель Алібер  | 12 липня 1940   | 27 січня 1941      |
| Жозеф Бартелемі | 27 січня 1941   | 26 березня 1943    |
| Моріс Габолд    | 26 березня 1943 | 19 серпня 1944     |

### Вільна Франція(1941—1944)
| Комісар                        | Початок терміну | Завершення терміну |
| ------------------------------ | --------------- | ------------------ |
| Рене Кассен                    | 24 вересня 1941 | 7 червня 1943      |
| Жуль Абаді                     | 7 червня 1943   | 4 вересня 1943     |
| Еммануель д'Асті де ла Вігер'є | 4 вересня 1943  | 10 вересня 1944    |

### Тимчасовий режим (1944—1946) іЧетверта республіка(1946—1958)
| Міністр                    | Початок терміну  | Завершення терміну |
| -------------------------- | ---------------- | ------------------ |
| Франсуа де Ментон          | 10 вересня 1944  | 30 травня 1945     |
| П'єр-Анрі Тейтен           | 30 травня 1945   | 18 грудня 1946     |
| Поль Рамадьє               | 18 грудня 1946   | 22 січня 1947      |
| Андре Марі                 | 22 січня 1947    | 26 липня 1948      |
| Робер Лекур                | 26 липня 1948    | 11 вересня 1948    |
| Андре Марі                 | 11 вересня 1948  | 13 лютого 1949     |
| Робер Лекур                | 13 лютого 1949   | 28 жовтня 1949     |
| Рене Маєр                  | 28 жовтня 1949   | 11 серпня 1951     |
| Едгар Фор                  | 11 серпня 1951   | 20 січня 1952      |
| Леон Мартіно-Деплат        | 20 січня 1952    | 28 червня 1953     |
| Рауль Рібері               | 28 червня 1953   | 19 червня 1954     |
| Еміль Юг                   | 19 червня 1954   | 3 вересня 1954     |
| Жан-Мішель Гуерін де Бомон | 3 вересня 1954   | 20 січня 1955      |
| Еммануель Темпль           | 20 січня 1955    | 23 лютого 1955     |
| Робер Шуман                | 23 лютого 1955   | 1 лютого 1956      |
| Франсуа Міттеран           | 1 лютого 1956    | 13 червня 1957     |
| Едуар Корнільйон-Моліньє   | 13 червня 1957   | 6 листопада 1957   |
| Робер Лекур                | 6 листопада 1957 | 1 червня 1958      |
| Мішель Дебре               | 1 червня 1958    | 8 січня 1959       |

### П'ята республіка(1958—)
| Міністр             | Початок терміну   | Завершення терміну |
| ------------------- | ----------------- | ------------------ |
| Едмон Мішлє         | 8 січня 1959      | 24 серпня 1961     |
| Бернар Чено         | 24 серпня 1961    | 15 квітня 1962     |
| Жан Фоєр            | 15 квітня 1962    | 6 квітня 1967      |
| Луї Жокс            | 6 квітня 1967     | 30 травня 1968     |
| Рене Капітан        | 30 травня 1968    | 28 квітня 1969     |
| Жан-Марсель Жаннені | 28 квітня 1969    | 22 червня 1969     |
| Рене Плевен         | 22 червня 1969    | 16 березня 1973    |
| П'єр Мессмер        | 16 березня 1973   | 6 квітня 1973      |
| Жан Тайттінгер      | 6 квітня 1973     | 28 травня 1974     |
| Жан Лекану          | 28 травня 1974    | 27 серпня 1976     |
| Олів'є Гішар        | 27 серпня 1976    | 30 березня 1977    |
| Ален Пейреффіт      | 30 березня 1977   | 22 травня 1981     |
| Моріс Фор           | 22 травня 1981    | 23 червня 1981     |
| Робер Бадінтер      | 23 червня 1981    | 19 лютого 1986     |
| Мішель Крепо        | 19 лютого 1986    | 20 березня 1986    |
| Альбін Шаландон     | 20 березня 1986   | 12 травня 1988     |
| П'єр Арпайлан       | 12 травня 1988    | 2 жовтня 1990      |
| Анрі Налле          | 2 жовтня 1990     | 2 квітня 1992      |
| Мішель Вузелль      | 2 квітня 1992     | 29 березня 1993    |
| П'єр Мегайнер'є     | 29 березня 1993   | 18 травня 1995     |
| Жак Тюбон           | 18 травня 1995    | 4 червня 1997      |
| Елізабет Гуйгу      | 4 червня 1997     | 18 жовтня 2000     |
| Маріліз Лебраншу    | 18 жовтня 2000    | 7 травня 2002      |
| Домінік Пербен      | 7 травня 2002     | 2 червня 2005      |
| Паскаль Клемент     | 2 червня 2005     | 18 травня 2007     |
| Рашида Даті         | 18 травня 2007    | 23 червня 2009     |
| Мішель Алліо-Марі   | 23 червня 2009    | 14 листопада 2010  |
| Мішель Мерсьє       | 14 листопада 2010 | 16 травня 2012     |
| Крістіан Тобіра     | 16 травня 2012    | 27 січня 2016      |
| Жан-Жак Юрвоас      | 27 січня 2016     | 10 травня 2017     |
| Франсуа Байру       | 17 травня 2017    | 19 червня 2017     |
| Ніколь Беллубе      | 21 червня 2017    | 6 липня 2020       |
| Ерік Дюпон-Моретті  | 6 липня 2020      | чинний             |